# Мизонова, Елена Валерьевна
Елена Валерьевна Мизонова (17 января 1979) — российская биатлонистка, чемпионка и призёр чемпионата России. Мастер спорта России международного класса.

## Биография
Воспитанница Красноярского колледжа олимпийского резерва. Поначалу занималась лыжными гонками, затем перешла в биатлон. Выступала за Красноярский край (г. Красноярск) и спортивный клуб Вооружённых сил, тренер — Е. А. Пылёв.
В лыжных гонках — участница юниорских чемпионатов мира 1999 и 2000 годов, серебряный призёр первенства России 1998 года[уточнить].
Неоднократно завоёвывала медали чемпионата России по биатлону, в том числе золотые — в 2006 году в индивидуальной и патрульной гонках, в 2007 году в командной гонке, в 2008 году в командной гонке; серебряные — в 2004 году в патрульной гонке; бронзовые — в 2008 году в эстафете, в 2009 году в командной гонке. В летнем биатлоне была бронзовым призёром чемпионата России 2008 года в эстафете.
Победительница региональных соревнований «Лыжня России» (2007), Кубка Урала по биатлону (2006).
После окончания профессиональной карьеры участвовала в ветеранских соревнованиях российского и международного уровня по лыжам и биатлону, где неоднократно была призёром. В том числе — двукратная чемпионка России по летнему биатлону среди ветеранов 2015 года, чемпионка России по биатлону среди ветеранов 2016 года.
Окончила Красноярский государственный университет (2002).  